# Entedon charino
Entedon charino är en stekelart som beskrevs av Walker 1839. Entedon charino ingår i släktet Entedon och familjen finglanssteklar. Inga underarter finns listade i Catalogue of Life.